# 浅草女子飲み46
『浅草女子飲み46』（あさくさじょしのみフォーシックス、ASAKUSA JOSHINOMI 46）は、ライブストリーミングプラットフォーム「FRESH!」で放送されているレプロエンタテインメント独自のコンテンツ「浅草九スタチャンネル（浅草九スタ）」の帯番組「浅草おび九LIVE!!」木曜日に放送されているバラエティ番組。東京・浅草にある浅草九スタから生放送。

## 番組概要
レプロエンタテインメントに所属する高田秋・大矢梨華子・碓井玲菜の3人の女性モデルタレントがお酒を飲みながら女子トークを行うバラエティ番組である。浅草にあるスタジオで午後4時から6時まで女子飲みをしながら生配信するのが本番組の特徴である。後継番組として、モクベンが現在放送されている。

## 出演者
- 高田秋 メインパーソナリティ
- 大矢梨華子メインパーソナリティ
- 碓井玲菜 メインパーソナリティ
- CAMPUS ROOM - CAMPUS ROOMのメンバーが週替りで担当。キャンパス通信や明日のお天気などのコーナーを担当。
  - 赤木希
  - 井口綾子
  - 大野南香
  - 高井明日香
  - 竹内彩花
  - 田村りな
  - 中島彩香

- ゲスト
  - タレントゲストの他に、おつまみ提供飲食店の店員が出演。

## コーナー(レギュラー)

### Today's Coordinate
コーデ紹介のコーナー。Season2からテーマが設定されるようになった。

### Joshinomi Otsumami
お酒のおつまみを紹介しながら食べるコーナー。Season1ではおつまみ提供店の店員がゲストとして出演し、料理を紹介していた。

### Today's Nikolaschka
お酒に詳しい番組スタッフのニコラシカ監修の元にテーマにそったお酒を紹介しながら楽しむコーナー。ニコラシカやメインパーソナリティの3人がお酒を作ることもあった。Season2 #2から開始した。

### 写真でトーク!
メインパーソナリティの3人が1週間の間にあった出来事を2枚の写真で紹介するコーナー。Season3からテロップではPHOTO TALKという名前になった。

### キャンパス通信
CAMPUS ROOMのメンバーが週替りで担当。テーマにそって写真を紹介。

### 明日のお天気
CAMPUS ROOMのメンバーが週替りで担当。明日の浅草のお天気予報を紹介。

### Today’s My BEST
その日の放送で各出演者がBESTだと思うシーンを振り返るコーナー。Season3から始まった。

## コーナー(短期・不定期)

### 浅草女子飲み相談室
視聴者や観覧者からのお悩みに出演者が答えるコーナー。Season1に不定期で行われた。

### ダーツで観覧者にドリンクプレゼント
メインパーソナリティがダーツをして射た番号の観覧者にオリジナルドリンクをプレゼントするコーナー。Season 1の#8~#13まで行われた。

### 浅草女子飲みファンディング
FRESH LIVEのFRESH!内で購入できるコインを利用したクラウドファンディングで集めた資金を元に番組の知名度を上げる為の施策を行う企画。Season2 #1で発表された。ファンディング募集期間は2018年7月12日から7月24日までであった。プロジェクトの目標と、リターンは以下の通りだった。
- プロジェクトの目標
  - ①200,000pt 「浅草食べ飲みスタンプカード」制作(達成)
  - ②500,000pt 番組宣伝用 うちわ/ステッカー 制作&配布(達成)
  - ③800,000pt 番組宣伝用 ポスタービジュアル 撮影&制作&配布(達成)
  - ④1,800,000pt 番組宣伝用CM 撮影&制作&配信
  - ⑤10,000,000pt 地上波での番組制作&放映 ※放送日は未定です。

- クラウドファンディングのリターン
  - 特典① 1,500ptで、浅草食べ飲みスタンプカード(シルバー)とオリジナルステッカーをプレゼント。
  - 特典② 5,000ptで、特典①+番組エンドクレジットで支援者の名前の表示。
  - 特典③ 10,000ptで、特典①②+番組のセットに支援者の名前の記載された額が飾られる。

最終的に874,160ptを獲得し、プロエジェクトの目標③までを達成することが出来た。

#### 浅草食べ飲みスタンプカード
このプロジェクトで作成された浅草食べ飲みスタンプカードはスタンプ対象店にて「お１人1,000円以上飲食で 1会計あたり1つスタンプ」を押してもらうことが出来る。対象店は番組が厳選した浅草のお酒や料理のおいしいお店とされ全46店あり、店ごとに番号の付いたスタンプが配布されている。カードはブロンズ・シルバー・ゴールドの3種類があり、後者ほど上位のカードとなる。スタンプ押印欄は46個あり、46個全てスタンプで満たされると特典と上位のカードを貰える。ゴールドのカード以降は新しいゴールドのカードが貰える。番組終了後も、このスタンプカードサービスは密かに継続されている。

### クイズ

#### ALCOHOL QUIZ
お酒をテーマにしたクイズコーナー。Season2 #1の女子飲み豆知識コーナーから派生して#2から始まった。当初はAlcohol Question という名前だった。毎週2問出題され、全問正解になると1ptもらえ、5pt集めると番組からプレゼントが貰えるとのことだったが、なかなか5pt集まらなかった為、Season3 #8から団体戦に変更になり、計5週の間に、3回3人全員正解となればプレゼントが貰えることになった。

#### その他のクイズ
- おつまみ争奪! 浅草女子飲み46クイズ
- 間違えたらすぐスクショ！日本酒クイズ
- WINE QUIZ
- 飲み代争奪！トリトリトライアル
- FASHION QUIZ

### お酒試験に挑戦!!
パーソナリティ3人がそれぞれの好きなお酒に関係する資格取得にチャレンジする企画。
| 名前       | 取得した資格                                              | 備考 |
| ---------- | --------------------------------------------------------- | --- |
| 高田秋     | 唎酒師（付随して、日本酒品質鑑定士、F&Bナビゲータも取得） | 一発合格 |
| 大矢梨華子 | ビアアドバイザー                                          | 一発合格。4つの試験のうち、二次試験は72点と合格ギリギリだった。 |
| 碓井玲菜   | ソムリエ（付随して、ワイン品質鑑定士も取得）              | 1回目の試験では４つの試験のうち、3つは高得点だったが二次試験だけ不合格となった。2回目のチャレンジで追試の結果、合格。モクベン プレミアムサーズデー初回放送にて報告された。 |

### 生ゴクリ
お酒を飲んで「ゴクリ」と音を鳴らしながら、キャンパス通信を紹介するコーナー。Season1に不定期で行われた。

### 生ゴクリSHOT撮影
テーマにそって、パーソナリティがお酒を飲んで生ゴクリするところを動画で撮影するコーナー。Season2 #4-#12まで行われた。

### 女子飲みスクショタイム
抽選箱の中に入っている「上の句の言葉」と「下の句の言葉」を組み合わせて出来たテーマでスクショタイム用のポージングをするコーナー

### 裏★履歴書
パーソナリティがお互いの公式プロフィールに載っていないことを深掘りしていき、裏の履歴書を作るコーナー。Season3に週替りで各メンバー毎に行われた。

### Joshinomi Cooking
パーソナリティが料理作りに挑戦するコーナー。Season2に不定期で行われた。

### コラボメニュー作成
- WIRED CHAYAとのコラボメニュー作成
- 伝説のノンアル最高飲料を作ろう
- 第1回浅草女子飲み46イベントで販売するカクテル作り

### 番組終了ドッキリ
番組が終了しないのに終了すると見せかけてパーソナリティの碓井にドッキリを仕掛ける企画。各Season最終回やイベントなどで行われた。

### 大矢梨華子の友達募集中
お酒を飲める一般女子の友達を募集したが応募がなかった。Season1に不定期で行われた。

## 単発コーナー
- 聞いてみたかったこと
- タイビール飲み比べ
- パシリスト選手権！
- おつまみ争奪!利きワイン!
- ASAKUSA SESSION
- 女子飲み豆知識
- Takada&Usui SASHI Talk
- 大矢梨華子について考える

※Teach me ,Ricopin!
- 浅草怪談女子会
- 利きアサヒ3本勝負!
- ダーツ de TALK!
- ききモッツァレラ対決
- のぞみん猫被り裁判
- BEER TASTING
- 白Tアレンジ選手権
- メインディッシュ争奪！ PINPOINT ANKETO
- 女子飲みすごろく
- ALCOHOL 46

## 放送内容

### Season1
| No. | 日付          | 内容(レギュラーコーナー以外)・備考 |
| --- | ------------- | --- |
| #1  | 2018年4月12日 | ①ダーツでトーク ②ゲストトーク(WIRED CHAYA) ③生ゴクリ(大矢)                                                                              |
| #2  | 2018年4月19日 | ①WIRED CHAYAとのコラボメニュー作成 ②ゲスト 秋野温・神田雄一朗(鶴 飛び入り参加)                                                          |
| #3  | 2018年4月26日 | ①ゲストトーク(天麩羅バル秋光) ②生ゴクリ(碓井)                                                                                           |
| #4  | 2018年5月3日  | ①外ロケ(taco.44) ②生ゴクリ(高田) ③浅草女子飲み相談室、欠席(大矢、碓井)                                                                  |
| #5  | 2018年5月10日 | ①ゲストトーク 寺本莉緒、②タイビール飲み比べ ③外ロケ(大矢・寺本 串屋横丁 浅草食通街店)、欠席(碓井)                                       |
| #6  | 2018年5月17日 | ①ゲストトーク(忍者場 NINJABAR、WIRED CHAYA) ②WIRED CHAYAとのコラボメニュー完成 ③林愛夏電話出演                                          |
| #7  | 2018年5月24日 | ①聞いてみたかったこと ②生ゴクリ(高田) ③大矢梨華子の友達募集中、欠席(碓井)                                                               |
| #8  | 2018年5月31日 | ①ゲストトーク CUZN ②浅草女子飲み相談室                                                                                                  |
| #9  | 2018年6月7日  | ①ゲストトーク 大川藍 ②大矢梨華子の友達募集中、欠席(碓井)                                                                                |
| #10 | 2018年6月14日 | ①ゲストトーク 青江覚峰 ②第1回浅草女子飲み46イベントで販売するカクテル作り ③浅草女子飲み相談室                                           |
| #11 | 2018年6月21日 | ①第1回 浅草女子飲み46 イベントの罰ゲーム(高田) ②ゲストトーク 雷門焼酎バル 利左衛門、KURAND ③ゲストトーク2「アリの街のアリスとゼノさん」 |
| #12 | 2018年6月28日 | ①パシリスト選手権！ |
| #13 | 2018年7月5日  | ①おつまみ争奪!利きワイン! ②おつまみ争奪! 浅草女子飲み46クイズ ③浅草女子飲み相談室 ④番組最終回ドッキリ(碓井)                             |

### Season2
| No. | 日付          | 内容(不定期コーナー)・備考 |
| --- | ------------- | --- |
| #1  | 2018年7月12日 | ①浅草女子飲みファンディング ②女子飲み豆知識 ③ASAKUSA SESSION |
| #2  | 2018年7月19日 | ①浅草女子飲みファンディング ②女子飲みポーズ決定 ③Alcohol Question ④ゲストトーク                                                                                      |
| #3  | 2018年7月26日 | ①浅草女子飲みファンディング ②Takada&Usui SASHI Talk ③大矢梨華子について考える                                                                                        |
| #4  | 2018年8月2日  | ①生ゴクリSHOT撮影(碓井) ②Joshinomi Cooking(高田：豆苗の豚肉巻、碓井：牛肉盛り盛りエスニックライス)                                                                   |
| #5  | 2018年8月9日  | ①生ゴクリSHOT撮影(大矢) ②Joshinomi Cooking(大矢：ハンバーグ) ③Teach me ,Ricopin!                                                                                     |
| #6  | 2018年8月16日 | ①生ゴクリSHOT撮影(高田) ②「ローファーズハイ!!」After Talk (九劇から生中継)                                                                                           |
| #7  | 2018年8月23日 | ①生ゴクリSHOT撮影(大矢) ②Alcohol Question、遅刻(大矢) |
| #8  | 2018年8月30日 | ①生ゴクリSHOT撮影(大矢) ②Alcohol Question ③浅草怪談女子会(ゲスト ぁみ(ありがとう)                                                                                    |
| #9  | 2018年9月6日  | ①「浅草女子飲み46」ポスターお披露目 ②生ゴクリSHOT撮影(高田) ③伝説のノンアル最高飲料を作ろう(ゲスト ベイビーレイズJAPAN) ④Alcohol Question                            |
| #10 | 2018年9月13日 | ①全虎で伝説の最高雷舞を作ろう！プロジェクト ②浅草女子飲み46 ステッカー披露 ③生ゴクリSHOT撮影(高田) ④伝説のノンアル最高飲料を作ろう ⑤利きアサヒ3本勝負!(ゲスト 9nine) |
| #11 | 2018年9月20日 | ①お誕生日お祝い(高田) ②浅草食べ飲みスタンプカードお披露目 ③生ゴクリSHOT撮影(大野) ④高田秋誕生記念 海鮮ちらし寿司 ⑤Alcohol Question ⑥ダーツ de TALK!、 欠席(大矢)     |
| #12 | 2018年9月27日 | ①ベイビーレイズJAPAN LASTLIVE現場リポート ②生ゴクリSHOT撮影(大矢) ③ベイビーレイズJAPAN LASTLIVE VTR ④Alcohol Question                                                |

### Season3
| No. | 日付           | 内容(不定期コーナー)・備考 |
| --- | -------------- | --- |
| #1  | 2018年10月5日  | ①フォロワー1000人達成記念イベント開催決定 ②プレゼント抽選 ③ききモッツァレラ対決 ④Alcohol Question、 欠席(大矢) |
| #2  | 2018年10月12日 | ①女子飲みスクショタイム(高田・大矢・碓井) ②お酒試験に挑戦!! |
| #3  | 2018年10月19日 | ①お酒試験に挑戦!! ②女子飲みスクショタイム(碓井) ③のぞみん猫被り裁判 ④ALCOHOL QUIZ |
| #4  | 2018年10月26日 | ①事務所に入った時トーク ②女子飲みスクショタイム(碓井) ③BIRTHDAY CAKE COOKING(大矢生誕サプライズ) ④BEER TASTING(ゲスト 熊澤枝里子) ⑤ALCOHOL QUIZ                                                                   |
| #5  | 2018年11月1日  | ①ハワイからのお土産・コナビール ②間違えたらすぐスクショ！日本酒クイズ ③女子飲みスクショタイム(高田) ④ロケ（高田・碓井・taco.44) ⑤ゲストトーク（日下部葵（AMASTAGE）藤代梨々花（AMASTAGE） ⑥WINE QUIZ、 欠席(大矢) |
| #6  | 2018年11月8日  | ①女子飲みスクショタイム(碓井) ②飲み代争奪！トリトリトライアル ③白Tアレンジ選手権 ④お酒試験に挑戦!!(高田) |
| #7  | 2018年11月15日 | ①番組イベント発表 ②女子飲みスクショタイム(高田) ③裏★履歴書(碓井玲菜編) ③飲み代争奪！トリトリトライアル ④お酒試験に挑戦!!(大矢)                                                                                    |
| #8  | 2018年11月22日 | ①12月24日のイベントについて ②メインディッシュ争奪! PINPOINT ANKETO ③裏★履歴書(大矢梨華子編) ④ALCOHOL QUIZ |
| #9  | 2018年11月29日 | ①お酒試験に挑戦!!(大矢) ②女子飲みイベント・ミーティング ③裏★履歴書(高田秋編) ④ALCOHOL QUIZ |
| #10 | 2018年12月6日  | ①ALCOHOL QUIZ ②裏★履歴書(前回の高田秋のまとめ) ③イベントのグッズのデザイン ④お酒試験に挑戦!!(碓井) |
| #11 | 2018年12月13日 | ①ゲストトーク（劇団「カムカムミニキーナ」) ②FASHION QUIZ ③ALCOHOL 46 ④ALCOHOL QUIZ |
| #12 | 2018年12月20日 | ①お酒試験に挑戦!!(碓井) ②ゲストトーク(立川志の春・立川志の太郎) ③浅草女子飲み46特別編VTR ④ALCOHOL QUIZ ⑤私のワンワード ⑥番組から重大発表 ⑦プレゼント争奪クイズ                                                    |

## イベント
- 浅草女子飲み46 発足イベント（2018年4月11日, 浅草九劇）[4]- 出演 高田秋・大矢梨華子・碓井玲菜
- 第1回 浅草女子飲み46 イベント（2018年6月18日, 浅草九劇）[5]- 出演 高田秋・大矢梨華子・碓井玲菜・高井明日香(CAMPUS ROOM)。「生放送の視聴数3000突破でイベント開催」という公約を第8回放送(2018年5月31日)で達成したご褒美として行われた。
- 浅草女子飲み46 未成年限定クリスマス会（2018年12月24日, 浅草九スタ）- 出演 高田秋・大矢梨華子・碓井玲菜
- 浅草女子飲みクリスマスパーティ＆大忘年会[6]（2018年12月24日,浅草ビューホテル）- - 出演 高田秋・大矢梨華子・碓井玲菜

### DVD
- 浅草女子3人旅 手作りDVD（2018年12月24日）- 番組のご褒美として箱根温泉を旅行した時に模様が収録